# Triatlo nos Jogos Pan-Americanos de 2011 - Feminino
A competição feminina do triatlo nos Jogos Pan-Americanos de 2011 foi realizada no dia 23 de outubro no Terminal Marítimo API, em Puerto Vallarta, no México.

## Calendário
Horário local (UTC-6).
| Data          | Horário | Fase  |
| ------------- | ------- | ----- |
| 23 de outubro | 8:10    | Final |

## Medalhistas
| Ouro   | USA Sarah Haskins        |
| Prata  | CHI Bárbara Riveros Díaz |
| Bronze | BRA Pâmella Oliveira     |

## Resultados
| Pos.              | Nº | Triatleta                | Natação | Pos. | Ciclismo | Pos. | Corrida | Tempo total | Diferença |
| ----------------- | -- | ------------------------ | ------- | ---- | -------- | ---- | ------- | ----------- | --------- |
| Medalha de ouro   | 29 | USA Sarah Haskins        | 19:22   | 1    | 1:20:43  | 2    | 36:53   | 1:57:37     |           |
| Medalha de prata  | 11 | CHI Bárbara Riveros Díaz | 21:10   | 10   | 1:24:34  | 4    | 35:49   | 2:00:23     | +2:45     |
| Medalha de bronze | 19 | BRA Pâmella Oliveira     | 19:23   | 3    | 1:20:40  | 1    | 39:52   | 2:00:32     | +2:55     |
| 4                 | 31 | USA Gwen Jorgensen       | 20:36   | 7    | 1:24:37  | 9    | 36:16   | 2:00:54     | +3:17     |
| 5                 | 4  | CAN Kathy Tremblay       | 21:12   | 12   | 1:24:35  | 6    | 36:38   | 2:01:13     | +3:36     |
| 6                 | 26 | MEX Claudia Rivas        | 20:11   | 4    | 1:24:39  | 12   | 37:39   | 2:02:18     | +4:41     |
| 7                 | 8  | ECU Elizabeth Bravo      | 21:13   | 16   | 1:24:40  | 13   | 38:54   | 2:03:34     | +5:57     |
| 8                 | 16 | BER Flora Duffy          | 20:36   | 6    | 1:24:36  | 7    | 39:02   | 2:03:38     | +2:12     |
| 9                 | 27 | MEX Michelle Flipo       | 21:13   | 15   | 1:24:38  | 10   | 39:13   | 2:03:51     | +6:13     |
| 10                | 22 | COL Carolina Grimaldo    | 21:18   | 20   | 1:24:44  | 17   | 39:44   | 2:04:29     | +6:51     |
| 11                | 1  | ARG Romina Palacio       | 21:18   | 21   | 1:24:41  | 14   | 39:58   | 2:04:40     | +7:02     |
| 12                | 17 | BRA Flávia Fernandes     | 20:33   | 5    | 1:24:34  | 5    | 40:53   | 2:05:27     | +7:50     |
| 13                | 30 | USA Sara McLarty         | 19:23   | 2    | 1:20:45  | 3    | 45:03   | 2:05:49     | +8:11     |
| 14                | 12 | CRC Alia Cardinale       | 21:16   | 18   | 1:24:38  | 11   | 42:19   | 2:06:58     | +9:20     |
| 15                | 10 | CHI Flavia Díaz          | 21:21   | 22   | 1:24:43  | 15   | 42:49   | 2:07:33     | +9:56     |
| 16                | 5  | PUR Melissa Ríos         | 21:11   | 11   | 1:24:44  | 18   | 42:48   | 2:07:33     | +9:56     |
| 17                | 6  | PUR Militza Ríos         | 20:38   | 8    | 1:24:44  | 16   | 45:47   | 2:10:31     | +12:53    |
| —                 | 3  | ARG Ana Aguirre          | 28:49   | 25   | —        |      | —       | DNF         | —         |
| —                 | 20 | VEN Rosemary López       | 21:12   | 13   | —        |      | —       | DNF         | —         |
| —                 | 2  | ARG Romina Biagioli      | 21:13   | 14   | —        |      | —       | LAP         | —         |
| —                 | 7  | ECU Diana Vizcarra       | 22:19   | 24   | —        |      | —       | LAP         | —         |
| —                 | 21 | COL Mayra Vargas         | 22:10   | 23   | —        |      | —       | LAP         | —         |
| —                 | 23 | PAR Tania Sapoznik       | 21:16   | 19   | —        |      | —       | LAP         | —         |
| —                 | 25 | CUB Maydelin Justo       | 21:14   | 17   | —        |      | —       | LAP         | —         |
| —                 | 9  | CHI Valentina Carvallo   | —       |      | —        |      | —       | DSQ         | —         |
| —                 | 14 | GUA Marleny Schoenfeld   | —       |      | —        |      | —       | DSQ         | —         |
| —                 | 15 | GUA Daniela Schoenfeld   | —       |      | —        |      | —       | DSQ         | —         |
| —                 | 24 | URU Virginia López       | —       |      | —        |      | —       | DSQ         | —         |
| —                 | 28 | MEX Anahí León           | 20:43   | 9    | 1:24:36  | 8    | —       | DSQ         | —         |